# Senetářov
Senetářov település Csehországban, a Blanskói járásban. Senetářov Ruprechtov, Kotvrdovice, Jedovnice, Krásensko és Podomí településekkel határos. Lakosainak száma 592 fő (2024. január 1.).

## Népesség
A település lakosságának változását az alábbi diagram mutatja:
| Lakosok száma | 725  | 747  | 711  | 617  | 542  | 510  | 549  | 572  | 568  | 592  |
|               | 1869 | 1900 | 1921 | 1961 | 1980 | 2011 | 2016 | 2019 | 2021 | 2024 |